# Érick Sánchez
Pour les articles homonymes, voir Sánchez.
Érick Sánchez est un footballeur international mexicain né le 27 septembre 1999 à Mexico. Il joue au poste de milieu terrain au Club América.

## Biographie

### En club
Passé par toutes les catégories des jeunes du CF Pachuca, il commence avec l'équipe première le 7 août 2016 en championnat contre le Deportivo Toluca. 

### En sélection
Le 4 juillet 2021, il figure pour la première fois sur les bancs de remplaçants de l'équipe nationale A, mais sans entrer en jeu, lors d'une rencontre amicale face au Nigeria (victoire 4-0). Il fait ensuite partie de l'équipe du Mexique qui participe à la Gold Cup 2021. Il reçoit sa première sélection le 14 juillet 2021 contre le Guatemala, où il joue quatre minutes (victoire 0-3).  Le Mexique s'incline en finale de la Gold Cup en étant battu par les États-Unis, après prolongation.

## Palmarès
Mexique
- Gold Cup :
  - Vainqueur de la Gold Cup en 2023
  - Finaliste : 2021.